# Germantown (Carolina del Norte)
Germantown es una pequeña área no incorporada ubicada del condado de Hyde  en el estado estadounidense de Carolina del Norte. 